# Teloganopsis subsolana
Teloganopsis subsolana is een haft uit de familie Ephemerellidae. De wetenschappelijke naam van de soort is voor het eerst geldig gepubliceerd in 1973 door Allen.
De soort komt voor in het Palearctisch gebied.